# Озеро Мюггель (Титан)
Озеро Мюггель (лат. Müggel Lacus) — углеводородное озеро на поверхности самого крупного спутника Сатурна — Титана. Центр имеет координаты 84°26′ с. ш. 156°30′ в. д. / 84,44° с. ш. 156,5° в. д..
Размер углеводоёма составляет примерно 170 км. Находится в северной полярной области Титана, рядом с его морями (Кракена, Лигеи и Пунги). Озеро состоит из жидких углеводородов, главным образом это метан, этан и пропан. Обнаружено на переданных снимках космического аппарата «Кассини-Гюйгенс». Названо в честь земного озера Мюггельзе, расположенного на территории Германии. Название было утверждено Международным астрономическим союзом в 2013 году.